# ルイス・ヘルナンデス
- ルイス・エルナンデス

ルイス・アーマンド・ヘルナンデス・メンドーサ（Luis Armando Hernández Mendoza, 1984年6月26日 - ）は、ベネズエラのララ州キボール出身のプロ野球選手（内野手）。右投両打。

## 経歴
2000年にアトランタ・ブレーブスと契約してプロ入り。
2006年は、AAA級リッチモンド・ブレーブスで19試合に出場。打率は、わずか.192という数字に留まったが、1本塁打を記録している。レギュラーシーズン終了後の10月12日にウェイバー公示を経てボルチモア・オリオールズへ移籍した
2007年7月8日にテキサス・レンジャーズ戦でメジャーデビューを果たす。
2008年11月、カンザスシティ・ロイヤルズとマイナー契約を結んだ。
2009年は、ロイヤルズで自己最多の37試合に出場して打率.205、4打点、1盗塁という成績を記録した。その後、ニューヨーク・メッツへ移籍した。
2010年は、自身初のナショナルリーグでのプレーとなった。出場試合数は自己最小の17試合ながら、3年ぶりの本塁打を記録。2本塁打は自己最多記録であり、打率.250もメジャーデビューを果たした2007年に次ぐ数字である。
2011年オフに自由契約となり、11月30日にレンジャーズとマイナー契約を結んだ。
2012年オフに自由契約となり、11月5日にクリーブランド・インディアンスとマイナー契約を結んだ。
2013年オフに自由契約となり、ベネズエラのウィンターリーグであるリーガ・ベネソラーナ・デ・ベイスボル・プロフェシオナルに参加した。
2014年は所属球団なく、2015年は独立リーグであるアメリカンアソシエーションのウィチタ・ウィングナッツでプレーするが、9月2日にロサンゼルス・エンゼルス・オブ・アナハイムとマイナー契約を結んだ。
2016年3月29日に独立リーグであるアトランティックリーグのブリッジポート・ブルーフィッシュと契約し、2017年までプレーした。

## 詳細情報

### 年度別打撃成績
| 年 度    | 球 団    | 試 合 | 打 席 | 打 数 | 得 点 | 安 打 | 二 塁 打 | 三 塁 打 | 本 塁 打 | 塁 打 | 打 点 | 盗 塁 | 盗 塁 死 | 犠 打 | 犠 飛 | 四 球 | 敬 遠 | 死 球 | 三 振 | 併 殺 打 | 打 率 | 出 塁 率 | 長 打 率 | O P S |
| -------- | -------- | ----- | ----- | ----- | ----- | ----- | -------- | -------- | -------- | ----- | ----- | ----- | -------- | ----- | ----- | ----- | ----- | ----- | ----- | -------- | ----- | -------- | -------- | ----- |
| 2007     | BAL      | 30    | 71    | 69    | 5     | 20    | 2        | 0        | 1        | 25    | 7     | 2     | 2        | 1     | 0     | 1     | 0     | 0     | 10    | 1        | .290  | .300     | .362     | .662  |
| 2008     | BAL      | 36    | 91    | 79    | 9     | 19    | 1        | 0        | 0        | 20    | 3     | 2     | 0        | 3     | 2     | 7     | 0     | 0     | 11    | 2        | .241  | .295     | .253     | .548  |
| 2009     | KC       | 37    | 81    | 73    | 4     | 15    | 1        | 0        | 0        | 16    | 4     | 1     | 0        | 3     | 0     | 4     | 0     | 1     | 18    | 2        | .205  | .256     | .219     | .476  |
| 2010     | NYM      | 17    | 47    | 44    | 4     | 11    | 1        | 0        | 2        | 18    | 6     | 1     | 0        | 0     | 0     | 2     | 0     | 1     | 7     | 1        | .250  | .298     | .409     | .707  |
| 2012     | TEX      | 2     | 2     | 2     | 0     | 0     | 0        | 0        | 0        | 0     | 0     | 0     | 0        | 0     | 0     | 0     | 0     | 0     | 0     | 0        | .000  | .000     | .000     | .000  |
| MLB：5年 | MLB：5年 | 122   | 292   | 267   | 22    | 65    | 5        | 0        | 3        | 79    | 20    | 6     | 2        | 7     | 2     | 14    | 0     | 2     | 46    | 6        | .243  | .284     | .296     | .580  |

### 背番号
- 2（2007年 - 2008年）
- 46（2009年）
- 3（2010年、2012年）